# Lilla Börsskär (Brändö, Åland)
Lilla Börsskär är en ö i Åland (Finland). Den ligger i Skärgårdshavet och i kommunen Brändö i landskapet Åland, i den sydvästra delen av landet. Ön ligger omkring 66 kilometer nordöst om Mariehamn och omkring 220 kilometer väster om Helsingfors.
Öns area är 3,2 hektar och dess största längd är 310 meter i sydöst-nordvästlig riktning. Ön höjer sig omkring 10 meter över havsytan.